# Лисмор (Минесота)
Лисмор (енгл. Lismore) град је у америчкој савезној држави Минесота.

## Демографија
По попису из 2010. године број становника је 227, што је 11 (-4,6%) становника мање него 2000. године.
| Група             | 2000.       | 2010.       |
| Белци             | 230 (96,6%) | 216 (95,2%) |
| Афроамериканци    | 0 (0,0%)    | 9 (4,0%)    |
| Азијати           | 1 (0,4%)    | 0 (0,0%)    |
| Хиспаноамериканци | 2 (0,8%)    | 2 (0,9%)    |
| Укупно            | 238         | 227         |